# Capitolio del Estado de Arizona
El Capitolio del Estado de Arizona en Phoenix, Arizona, Estados Unidos, es la antigua sede de la Territorialidad y Legislaturas Estatales de Arizona, así como varias oficinas ejecutivas. Estos se han trasladado a los edificios adyacentes, y el Capitolio se mantiene ahora como Museo del Capitolio de Arizona.

## Museo
Expone la historia y la cultura de Arizona desde sus inicios hasta la actualidad. Los temas incluyen los símbolos del estado de Arizona, personajes históricos, la historia natural, el papel del gobierno y la historia de la condición de Estado de Arizona, el USS Arizona, y fotografías de Edward S. Curtis. También tiene la tumba de la gobernadora de Arizona, Wesley Bolin.

## Historia
El edificio fue creado como parte del esfuerzo para mostrar que el territorio de Arizona estaba listo para asumir la condición de estado. James Riely Gordon ganó un concurso para su diseño, cuyo plan original era un Capitolio mucho más grande, con una rotonda más destacada y grandes alas en las que estuvieran ambas cámaras de la legislatura. La falta de fondos significó el proyecto tuvo que ser reducido, por lo que las alas legislativas fueron descartadas del plan y un remate pequeño de aleación de plomo sustituyó la decoración de la cúpula de Gordon. 
Se comenzó a construir en 1898 y fue inaugurado en 1901.
El estado, en los años 1970, tenía la intención de convertir el Capitolio original en un museo dedicado a la historia de Arizona. Después de una restauración, el edificio fue re-inaugurado como museo en 1981. En la década de 1990, más de tres millones de dólares se gastaron para renovar el Congreso y las habitaciones fueron restauradas con su diseño original. Una vez más, debido al déficit de presupuesto de la construcción se detuvo en algunas habitaciones en el tercer piso sigue incompleto. El Capitolio de Arizona está en el Registro Nacional de Lugares Históricos.